# Hieracium brevifolium
Hieracium brevifolium es una especie de planta con flor del género Hieracium, de la familia Asteraceae, orden Asterales.

## Distribución
Hieracium brevifolium se distribuye por Albania, Austria, Bélgica, Bulgaria, España, Francia, Alemania, Grecia, Hungría, Italia, Portugal, Rumania, Suiza, Turquía y Yugoslavia.

## Taxonomía
Fue descrita científicamente por Tausch. Fue publicada en Flora 11 (1, Ergänzungsbl.): 71 (1828).